# Dolenja vas pri Krškem
Dolenja vas pri Krškem je naselje v Občini Krško.